# Peraxilla tetrapetala
Espèce
Peraxilla tetrapetala est une espèce de plantes à fleurs endémique parasite de la Nouvelle-Zélande. Considérée comme étant en déclin, elle fait l'objet de mesures de conservation.